# گلوله توپ (فیلم)
گلوله توپ (انگلیسی: Cannonball) فیلمی آمریکایی در ژانر کمدی-درام به کارگردانی پال بارتل و بازی مارتین اسکورسیزی، سیلوستر استالونه و دیوید کارادین است که در سال ۱۹۷۶ منتشر شد.

## بازیگران
- دیوید کارادین
- بیل مک‌کینی
- ورونیکا هامل
- گریت گراهام
- رابرت کارادین
- سیلوستر استالونه
- جودی کانووا
- کارل گوتلیب
- دیک میلر
- مارتین اسکورسیزی
- مری وارناف